# Liste des maires de Saverne
La liste des maires de Saverne présente la liste des maires de la commune française de Saverne, située dans la circonscription départementale du Bas-Rhin, la collectivité européenne d'Alsace et la région Grand Est.

## L'Hôtel de ville

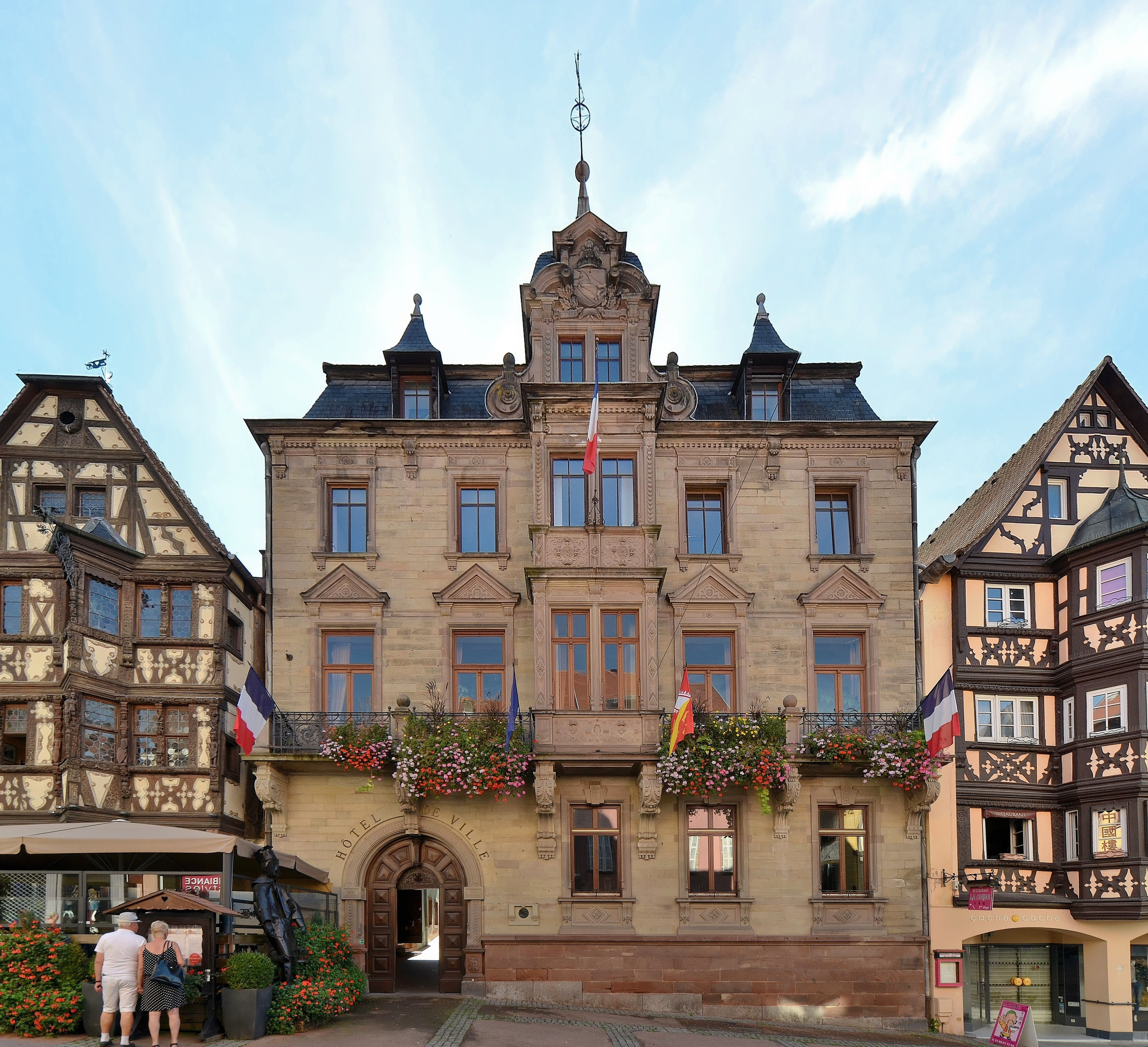
L'hôtel de ville en 2018.

## Liste des maires

### Entre 1790 et 1945
| Période                                  | Période                      | Identité                                                      | Étiquette    | Qualité |
| ---------------------------------------- | ---------------------------- | ------------------------------------------------------------- | ------------ | --- |
| 1790                                     | 1791                         | François-Léopold de Mayerhoffen (1742-1794)                   |              | Bailli du Kochersberg                                                                                       |
| novembre 1791                            | février 1793                 | Florent Dagobert Arth (1741-1809)                             |              | Avocat |
| février 1793                             |                              | Bernard Joseph Janesson                                       |              | |
| 14 mai 1793                              | 30 mai 1793                  | Joseph Hartmann                                               |              | |
| 31 mai 1793                              | 5 juin 1794                  | Guillaume Antoine Elvert                                      |              | |
| 6 juin 1794                              |                              | Jean Baptiste Villemaire                                      |              | |
| Les données manquantes sont à compléter. |                              |                                                               |              | |
| 1800                                     | 1808                         | Claude Pierre Monet                                           | Bonapartiste | |
| 1808                                     | 1809                         | Antoine Thiébaut                                              |              | |
| 7 novembre 1809                          | 4 janvier 1814               | François Joseph Behr (1781-1856, neveu du précédent)          |              | Notaire |
| janvier 1814                             |                              | Louis Antoine Arth (1779-1855, fils de Florent Dagobert Arth) |              | Avoué |
| 16 mai 1815                              | 21 juillet 1815              | Claude Pierre Monet                                           | Bonapartiste | |
| 21 juillet 1815                          | 19 juillet 1819              | François Joseph Behr (1781-1856)                              |              | Notaire |
| Les données manquantes sont à compléter. |                              |                                                               |              | |
| 1829                                     | 1830                         | Louis Antoine Arth (1779-1855, fils de Florent Dagobert Arth) |              | Ancien avoué                                                                                                |
| 1830                                     | 1835                         | Claude Pierre Monet                                           |              | |
| Les données manquantes sont à compléter. |                              |                                                               |              | |
| 1843                                     | 1851                         | François Joseph Ostermann (1796-1854)                         |              | Notaire Conseiller d'arrondissement (1836 → 1848)                                                           |
| 24 mai 1852                              | 1864                         | Adolphe Auguste de Latouche (1809-1868)                       |              | Propriétaire Conseiller général de Marmoutier (1852 → 1868)                                                 |
| 1864                                     | 1867                         | Bonaventure-Camille Schoell (1803-1881)                       | Bonapartiste | Avocat, juge suppléant Premier adjoint au maire (1852 → 1864) Conseiller général de Drulingen (1852 → 1867) |
| 1867                                     | 21 juin 1868 (décès)         | Adolphe Auguste de Latouche (1809-1868)                       |              | Propriétaire Conseiller général de Marmoutier (1852 → 1868)                                                 |
| Les données manquantes sont à compléter. |                              |                                                               |              | |
| 13 décembre 1871                         | 20 février 1879 (décès)      | Dagobert Fischer (1808-1879)                                  |              | Historien, ancien greffier de justice de paix                                                               |
| Les données manquantes sont à compléter. |                              |                                                               |              | |
| 1908                                     | 18 juillet 1914 (récusation) | Louis Knoepffler                                              | Zentrum      | Négociant en bois Député au Landtag d'Alsace-Lorraine (1911 → ?)                                            |
| Les données manquantes sont à compléter. |                              |                                                               |              | |
| 17 novembre 1918                         | 26 décembre 1918 (décès)     | Louis Knoepffler                                              |              | Négociant en bois                                                                                           |
| 10 décembre 1919                         | juin 1940                    | Henri Wolff (1872-1957)                                       |              | Rentier Réélu en 1925, 1929 et 1935 Chevalier de la Légion d'honneur                                        |

### Depuis 1945
Depuis l'après-guerre, huit maires se sont succédé à la tête de la commune.
| Période         | Période                   | Identité                                            | Étiquette      | Qualité |
| --------------- | ------------------------- | --------------------------------------------------- | -------------- | --- |
| 25 mai 1945     | septembre 1945            | Henri Wolff (1872-1957)                             |                | Rentier, maire honoraire |
| septembre 1945  | 30 octobre 1947           | Gaston Heitz (1892-1958)                            |                | Maître boucher Adjoint au maire (1935 → ?) |
| 30 octobre 1947 | 5 février 1956            | Charles Biedermann (1904-1972)                      | RPF            | Ingénieur électricien, ancien résistant Adjoint au maire (1945 → 1947) |
| 10 février 1956 | 25 mars 1977              | Joseph Wolff                                        | MRP puis CD    | Médecin Conseiller général de Saverne (1945 → 1973) |
| 25 mars 1977    | 25 mars 2001              | Adrien Zeller                                       | UDF-CDS IA     | Fonctionnaire européen Député européen (1989 → 1992) Député du Bas-Rhin (7e circ.) (1973 → 1986 puis 1988 → 1998) Conseiller régional d'Alsace (1974 → 2009) Président du conseil régional d'Alsace (1996 → 2009) Conseiller général de Saverne (1973 → 1988) Secrétaire d'État chargé de la Sécurité sociale (1986 → 1988) |
| 25 mars 2001    | 16 mars 2008              | Thierry Carbiener                                   | UDF puis MoDem | Géomètre-expert Conseiller général de Saverne (2008 → 2015) |
| 16 mars 2008    | 13 mars 2013 (démission)  | Émile Blessig                                       | UMP            | Avocat Député du Bas-Rhin (7e circ.) (1998 → 2012) Conseiller général de Saverne (1988 → 2008) |
| 25 mars 2013    | En cours (au 31 mai 2020) | Stéphane Leyenberger Réélu pour le mandat 2020-2026 | UMP-LR         | Juriste au Conseil de l'Europe 1er vice-président de la CC du Pays de Saverne (2017 → ) |

## Conseil municipal actuel
Les 33 sièges composant le conseil municipal de Saverne ont été pourvus le 15 mars 2020 lors du premier tour de scrutin. Actuellement, il est réparti comme suit : 

## Résultats des élections municipales

### Élection municipale de 2020
|                          | Stéphane Leyenberger *   | DVD-LR-LC                | 1 800 | 64,79  | 28 | 14 |  |  |
| Saverne, plus loin       |                          |                          | 1 800 | 64,79  | 28 | 14 |  |  |
|                          | Nadine Schnitzler        | DVD                      | 649   | 23,36  | 3  | 2  |  |  |
| Unis pour Saverne        |                          |                          | 649   | 23,36  | 3  | 2  |  |  |
|                          | Laurence Wagner          | DVC                      | 329   | 11,84  | 2  | 1  |  |  |
| Réussir Saverne          |                          |                          | 329   | 11,84  | 2  | 1  |  |  |
|                          |                          |                          |       |        |    |    |  |  |
| Exprimés                 | Exprimés                 | Exprimés                 | 2 778 | 96,59  |    |    |  |  |
| Votes blancs             | Votes blancs             | Votes blancs             | 40    | 1,39   |    |    |  |  |
| Votes nuls               | Votes nuls               | Votes nuls               | 58    | 2,02   |    |    |  |  |
| Total                    | Total                    | Total                    | 2 876 | 100,00 | 33 | 17 |  |  |
| Abstentions              | Abstentions              | Abstentions              | 4 846 | 62,76  |    |    |  |  |
| Inscrits / participation | Inscrits / participation | Inscrits / participation | 7 722 | 37,24  |    |    |  |  |
| * Liste du maire sortant |                          |                          |       |        |    |    |  |  |

### Élection municipale de 2014
|                             | Stéphane Leyenberger * | DVD            | 2 328 | 52,51  | 26 | 15 |  |  |
| Saverne, l'avenir en marche |                        |                | 2 328 | 52,51  | 26 | 15 |  |  |
|                             | Thierry Carbiener      | DVD            | 1 527 | 34,44  | 5  | 3  |  |  |
| Saverne naturellement       |                        |                | 1 527 | 34,44  | 5  | 3  |  |  |
|                             | Jean-Michel Louche     | EELV           | 578   | 13,03  | 2  | 1  |  |  |
| Saverne en transition       |                        |                | 578   | 13,03  | 2  | 1  |  |  |
|                             |                        |                |       |        |    |    |  |  |
| Inscrits                    | Inscrits               | Inscrits       | 7 779 | 100,00 |    |    |  |  |
| Abstentions                 | Abstentions            | Abstentions    | 3 192 | 41,03  |    |    |  |  |
| Votants                     | Votants                | Votants        | 4 587 | 58,97  |    |    |  |  |
| Blancs et nuls              | Blancs et nuls         | Blancs et nuls | 154   | 3,36   |    |    |  |  |
| Exprimés                    | Exprimés               | Exprimés       | 4 433 | 96,64  |    |    |  |  |
| * Liste du maire sortant    |                        |                |       |        |    |    |  |  |

### Élection municipale de 2008
|                           | Émile Blessig       | UMP-DVD        | 2 418 | 54,72  | 26 |  |  |  |
| Saverne nouveaux horizons |                     |                | 2 418 | 54,72  | 26 |  |  |  |
|                           | Thierry Carbiener * | MoDem          | 2 001 | 45,28  | 7  |  |  |  |
| Saverne naturellement     |                     |                | 2 001 | 45,28  | 7  |  |  |  |
|                           |                     |                |       |        |    |  |  |  |
| Inscrits                  | Inscrits            | Inscrits       | 7 476 | 100,00 |    |  |  |  |
| Abstentions               | Abstentions         | Abstentions    | 2 788 | 37,29  |    |  |  |  |
| Votants                   | Votants             | Votants        | 4 688 | 62,71  |    |  |  |  |
| Blancs ou nuls            | Blancs ou nuls      | Blancs ou nuls | 269   | 5,74   |    |  |  |  |
| Exprimés                  | Exprimés            | Exprimés       | 4 419 | 94,26  |    |  |  |  |
| * Liste du maire sortant  |                     |                |       |        |    |  |  |  |

### Élection municipale de 2001
| Tête de liste  | Tête de liste     | Liste            | Premier tour | Premier tour | Second tour | Second tour | Sièges | Sièges |
| Tête de liste  | Tête de liste     | Liste            | Voix         | %            | Voix        | %           | CM     |        |
| -------------- | ----------------- | ---------------- | ------------ | ------------ | ----------- | ----------- | ------ | ------ |
|                | Thierry Carbiener | UDF-DVD (Un. d.) | 1 587        | 43,47        | 1 652       | 43,51       | 24     |        |
|                | Bloch             | DVG-PS (G. pl.)  | 1 094        | 29,96        | 1 247       | 32,84       | 5      |        |
|                | Rocher            | DVD              | 970          | 26,57        | 898         | 23,65       | 4      |        |
|                |                   |                  |              |              |             |             |        |        |
| Inscrits       | Inscrits          | Inscrits         | 6 567        | 100,00       | 6 566       | 100,00      |        |        |
| Abstentions    | Abstentions       | Abstentions      | 2 545        | 38,75        | 2 531       | 38,55       |        |        |
| Votants        | Votants           | Votants          | 4 022        | 61,25        | 4 035       | 61,45       |        |        |
| Blancs ou nuls | Blancs ou nuls    | Blancs ou nuls   | 371          | 9,22         | 238         | 5,90        |        |        |
| Exprimés       | Exprimés          | Exprimés         | 3 651        | 90,77        | 3 797       | 94,10       |        |        |